# ImmoAgenturstadion
Het ImmoAgenturstadion (of Casinostadion) is een multifunctioneel stadion in Bregenz, een stad in Oostenrijk. Bij de opening in 1951 tot 1999 werd het stadion Bodenseestadion genoemd. 

## Geschiedenis
De bouw van het stadion begon in 1950 en het werd geopend in 1951. Na de voltooiing was dit stadion de grootste in Oostenrijk buiten Wenen. Daarna vonden renovaties plaats in 1994 en tussen 2003 en 2004. In het stadion is plaats voor 11.112 toeschouwers. Daar zitten ook staanplaatsen tussen. Er ligt een grasveld van 105 bij 64 meter.

## Gebruik
Het stadion wordt vooral gebruikt voor voetbalwedstrijden, de voetbalclub SC Schwarz-Weiß Bregenz maakt gebruik van dit stadion. Daarvoor maakte SC Schwarz-Weiß Bregenz (die club werd opgeheven in 2005) er gebruik van. Er kunnen ook atletiekwedstrijden gespeeld worden. Zoals de Triathlon van Bregenz in 2018. Er ligt een atletiekbaan rondom het veld. 

## Afbeeldingen

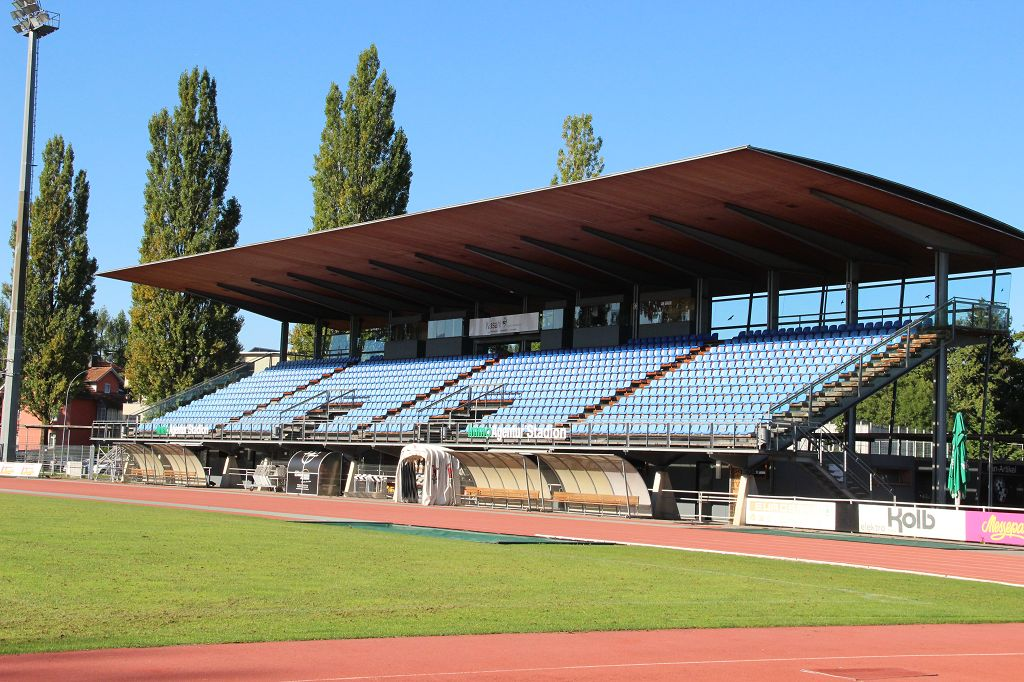
Deel van de tribune, in 2019.
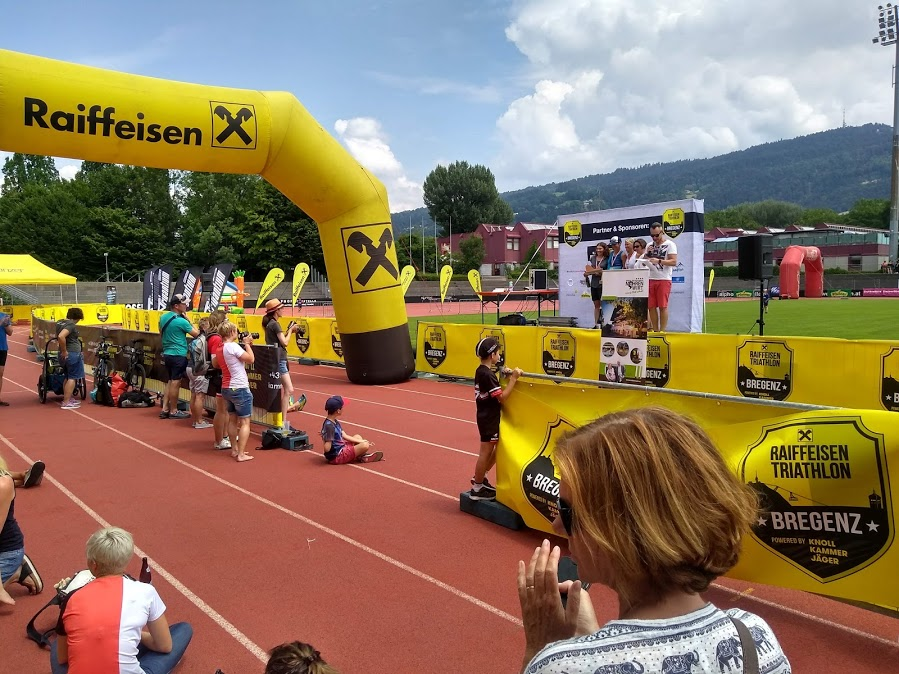
De Triathlon in Bregenz, in 2018.
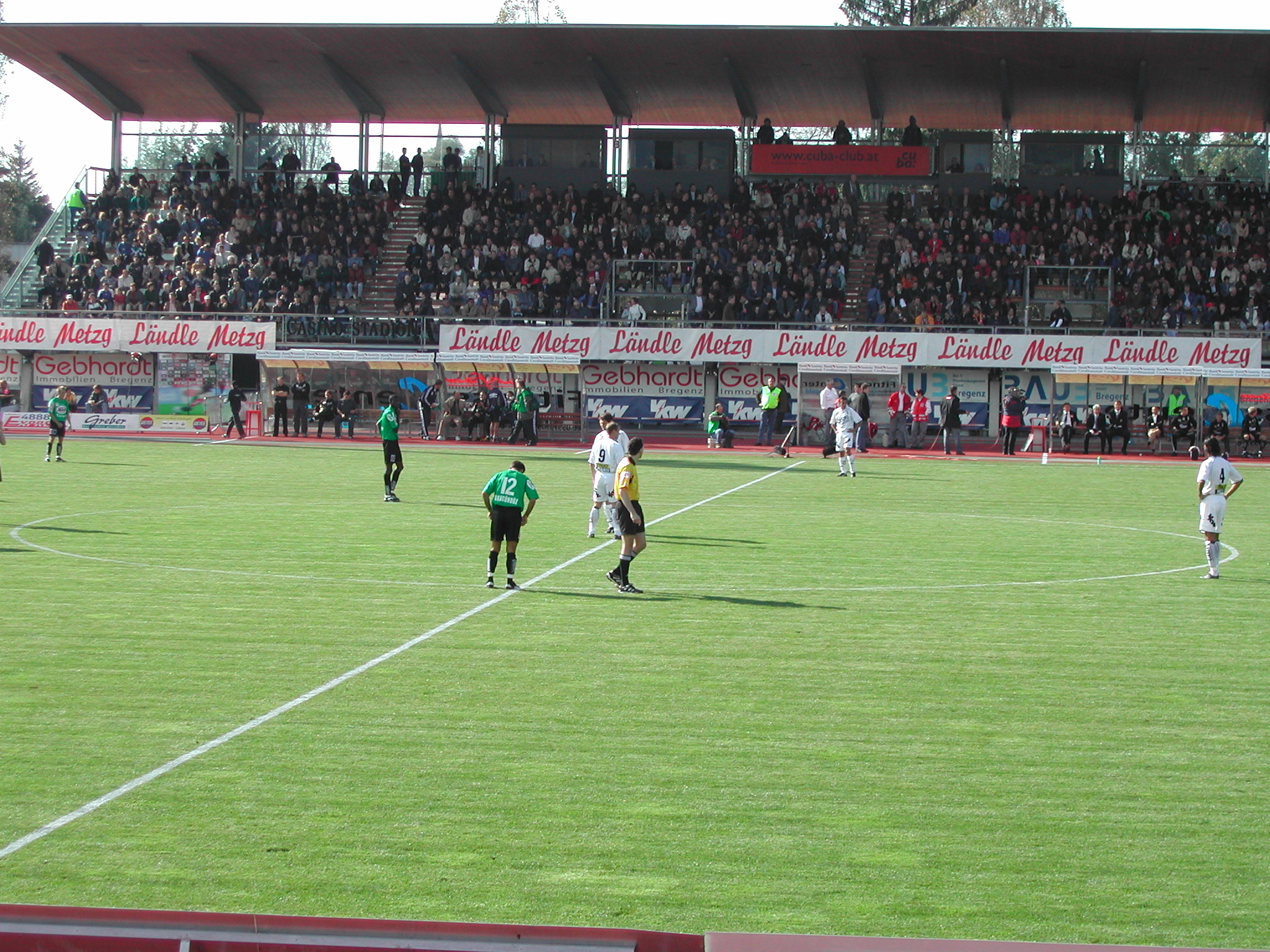
Aftrap van SW Bregenz tegen SV Ried (seizoen 2002/03).

Allianz Stadion (Rapid Wien) ·
CASHPOINT Arena (SCR Altach) ·
Generali Arena (Austria Wien) · 
Hofmann Personal Stadion (Blau-Weiß Linz) ·
Lavanttal-Arena (Wolfsberger AC) ·
Merkur Arena (Sturm Graz) ·
Profertil Arena (TSV Hartberg) · 
Raiffeisen Arena (LASK) ·
Reichshofstadion (Austria Lustenau) ·
Red Bull Arena (Red Bull Salzburg) ·
Tivoli Stadion Tirol (WSG Tirol) ·
Wörtherseestadion (Austria Klagenfurt)
Ernst Happelstadion (Oostenrijks nationaal team) ·
Stadion Donawitz (DSV Leoben) ·  
Franz Feketestadion (Kapfenberger SV) ·
Josko Arena (SV Ried) ·
ImmoAgenturstadion (Schwarz-Weiß Bregenz) ·
Merkur Arena (Grazer AK) ·
Motion invest Arena (Admira Wacker) ·
NV Arena (SKN Sankt Pölten) ·
Raiffeisen Arena (FC Juniors OÖ) ·
Vorwärts-Stadion (Vorwärts Steyr) · 
Gerhard Hanappistadion (Rapid Wien) ·
Lehenstadion (Austria Salzburg)